# Sir Albert Douglas
Sir Albert Douglas, bürgerlich Albert Douglas „Dougie“ Meakin, (* 17. März 1945 in Liverpool) ist ein britischer Musiker. Er ist ein Schulfreund von Ringo Starr. Von 1966 bis 1970 war er Mitglied der Beatband The Motowns, die in dieser Zeit zwei Alben und zehn Singles herausbrachten. Die Motowns waren wie die Beatles Vertreter des Mersey Beat. Die Motowns gingen auf Tour nach Italien und blieben dort. Sir Albert Douglas wurde zu einem bekannten Studiomusiker und arbeitete u. a. mit Ennio Morricone. Er schrieb etliche Songs für Fernsehen und Film unter seinem Namen Douglas Meakin. Er ist nicht zu verwechseln mit (The) Sir Douglas (Quintet/Band) bzw. Doug Sahm.

## Diskographie
- 1974 Single: if you ever change your mind / juke box
- 1976 Album: 10 succéss to Chuck Berry
- 1976 Wild Rockin’: Strings, Licks & Things
- 1978 Single: Stagger Lee
- 1978 Solo-Album: I’m Just A Rock ’n’ Roller mit einer Version des Stückes Stagger Lee.
- 19?? Doppelalbum: les folles années du rock
- 1979 realisierte Douglas Meakin zusammen mit Mike Fraser und Aldo Tamborelli das Lied Tarzan Tarzan für Elisabetta Viviani. Daraus entstand die Band Superobots, eine Art „Auffanggruppe“ für die Produktion von zahlreichen Stücken von und für RCA-Musiker.
- 1980 gründete Meakin zusammen mit Mike Fraser die Band Rocking Horse. Er ist Gründer oder Mitglied folgender Bands: Crazy Gang, Easy Going, Superband, Tortuga, Traks
- 1983 Titelsong: In The Middle Of All That Trouble again zum Film Zwei bärenstarke Typen (Originaltitel: Nati con la camicia) mit Terence Hill und Bud Spencer

## Trivia
Auf dem 1976er Album 10 succéss to Chuck Berry sind nur neun Titel von Chuck Berry, der zehnte Titel Blue Suede Shoes wurde von Carl Perkins geschrieben (nach einer Geschichte von Johnny Cash, erlebt während dessen Stationierung in Landsberg am Lech) und nie von Chuck Berry eingespielt.
Das „Sir“ in seinem Namen ist nicht als britisches Adelsprädikat (Knight oder Baronet), sondern als Künstlername zu verstehen.